# Carmel (zangeres)
Carmel McCourt (Wrawley, Lincolnshire, 24 november 1958) is een Britse zangeres die in de jaren 80 hits scoorde als More More More en Sally. Door haar mengeling van soul, jazz, blues en gospel werd ze destijds met Sade vergeleken.

## Geschiedenis

### De jaren 80
Carmel groeide op in een katholiek gezin in Scunthorpe (North Lincolnshire); later verhuisde ze naar Manchester om te studeren en te zingen in een meidengroepje. Jim Parris, medestudent en bassist in de band Beehive, zag dat ze veel meer in haar mars had en stelde voor om samen iets te gaan doen. Met Gerry Darby, neef van Parris en Beehive-drummer/percussionist, vormden ze een trio.
In 1982 verscheen het titelloze debuutalbum waarvan de eerste single Storm de eerste plaats in de Britse indie-charts opleverde, alsmede een contract bij London Records. The Drum Is Everything, album nr. 2, werd lovend ontvangen en trok de aandacht door de singles Bad Day en More More More die allebei in de Britse hitlijsten in 1983 top 25-hits werden. Ook het buitenland toonde belangstelling; zo stond Carmel op 5 mei 1984 in Paradiso in Amsterdam en twee weken later voor het decor van Rockpalast (Duitsland). Het derde album, The Falling uit 1986 met de single Sally, haalde in Frankrijk de gouden status en was ook succesvol in Nederland, België en Duitsland. In thuisland Engeland was de ontvangst minder en vanaf Everybody's Got A Little Soul bleven de albumlijsten er buiten bereik. In 1988 stond zij op Rock Torhout/Werchter. In 1989 verscheen het door Brian Eno en Pete Wingfield geproduceerde Set Me Free; hierop verleende Jimmy Somerville aan een nummer zijn medewerking. Het verzamelalbum Collected uit 1990 blikte terug op de voorgaande acht jaar.

### De jaren 90
Carmel tekende een nieuw contract bij East West Records en bracht in 1992 Good News uit. Dit album, dat net als Love Deluxe van Sade een verfijnder geluid laat horen, werd geproduceerd door Parris. In 1994 nam Carmel met zangeres Jo Lemaire een coverversie op van Complainte Pour St. Catherine en verscheen het album World Gone Crazy. Daarna worden er livealbums opgenomen in Parijs (1997) en de jazzclub van Ronnie Scott (1998).

### De jaren 00
Gedurende de jaren 90 woonden de drie leden in respectievelijk Parijs, Barcelona en Manchester. Doordat het op deze manier moeilijk was om samen te werken ontplooiden ze solo-activiteiten; zo richtte Parris in de Franse hoofdstad de band Nzi Dada op en stortte McCourt zich op diverse activiteiten als zangeres, schrijfster en docente. Ook werd ze in 2000 moeder van een tweeling vernoemd naar de soulzangers Otis Redding en Terence Trent d'Arby.
Eenmaal herenigd gingen McCourt en Parris in 2002 op tournee met een nieuwe negenkoppige band die voornamelijk de oude hits speelde; Darby was afgehaakt en vervangen door Brice Wassy met wie er aan nieuwe nummers werd gewerkt.
In 2004 verscheen de DVD-registratie More More More.

### De jaren 10
In 2011 kwam het album Strictly Piaf uit en werden de eerste zes albums opnieuw uitgebracht met toegevoegde bonustracks.
In 2015 werd de single Second Wife Blues uitgebracht.
In 2018 brak McCourt een podiumstilte van vier jaar; ze gaf een concert in de St. Agnes-kerk, en stond daarna op Noord-Engelse festivals.

### De jaren 20
In 2022 kwam er na 11 jaar weer een nieuw album uit: Wild Country. Daarop stonden o.a. de al eerder in 2015 uitgebrachte singles Second Wife Blues en Sad Situation.

## Discografie

### Albums
| Album met eventuele hitnotering(en) in de Nederlandse Album Top 100 | Datum van verschijnen | Datum van binnenkomst | Hoogste positie | Aantal weken | Opmerkingen |
| ------------------------------------------------------------------- | --------------------- | --------------------- | --------------- | ------------ | ----------- |
| Carmel                                                              | 1982                  | -                     |                 |              |             |
| The Drum Is Everything                                              | 1984                  | -                     |                 |              |             |
| The Falling                                                         | 1986                  | -                     |                 |              |             |
| Everybody's Got a Little...Soul                                     | 1987                  | -                     |                 |              |             |
| Set Me Free                                                         | 1989                  | -                     |                 |              |             |
| Collected                                                           | 1990                  | -                     |                 |              |             |
| Good News                                                           | 1992                  | -                     |                 |              |             |
| World's Gone Crazy                                                  | 1995                  | -                     |                 |              |             |
| Live in Paris                                                       | 1997                  | -                     |                 |              |             |
| Live at Ronnie Scott's                                              | 1998                  | -                     |                 |              |             |
| More More More (Live DVD)                                           | 2004                  | -                     |                 |              |             |

Strictly Piaf (2011, Secret)
Wild Country (2022, Secret)

### Singles
| Single met eventuele hitnotering(en) in de Nederlandse Top 40 | Datum van verschijnen | Datum van binnenkomst | Hoogste positie | Aantal weken | Opmerkingen |
| ------------------------------------------------------------- | --------------------- | --------------------- | --------------- | ------------ | ----------- |
| Storm                                                         | 1982                  | -                     |                 |              |             |
| Bad Day                                                       | 1983                  | -                     |                 |              |             |
| Willow Weep For Me                                            | 1983                  | -                     |                 |              |             |
| More More More                                                | 1984                  | -                     |                 |              |             |
| I'm Not Afraid Of You                                         | 1985                  | -                     |                 |              |             |
| Sally                                                         | 1986                  | 30-8-1986             | 37              | 3            |             |
| Mercy                                                         | 1986                  | -                     |                 |              |             |
| Sweet And Lovely                                              | 1987                  | -                     |                 |              |             |
| It's All In The Game                                          | 1987                  | -                     |                 |              |             |
| Every Little Bit                                              | 1988                  | -                     |                 |              |             |
| You Can Have Him                                              | 1989                  | -                     |                 |              |             |
| I'm Over You                                                  | 1989                  | -                     |                 |              |             |
| I Have Fallen In Love                                         | 1989                  | -                     |                 |              |             |
| And I Take It For Granted                                     | 1990                  | -                     |                 |              |             |
| You're All I Need                                             | 1992                  | -                     |                 |              |             |
| You're On My Mind                                             | 1992                  | -                     |                 |              |             |
| If You Don't Come Back                                        | 1994                  | -                     |                 |              |             |

"Sous le ciel de Paris" (2011)
"Second Wife Blues" (2015)
"Sad Situation" (2015)

## Voetnoot
1. ↑  Oorspronkelijk een lied van het Canadese duo Kate & Anna McGarrigle uit 1976

- Bibliothèque nationale de France: cb139358632 (data)
- Gemeinsame Normdatei: 1139849697
- International Standard Name Identifier: 0000 0003 8566 6727
- Library of Congress Control Number: n96016305
- MusicBrainz: 6aa132f0-c580-4a35-a5c7-14aa46b3aedb
- Nationale Bibliotheek van Israël: 987007417753805171
- Nederlandse Thesaurus van Auteursnamen: 073453609
- SNAC: w6tt6vwt
- Virtual International Authority File: 239936181
- WorldCat: E39PBJm9bfhqTbyKBQ7f4p6kDq